# امانوئل سمبرونی
امانوئل سمبرونی (انگلیسی: Emanuele Sembroni؛ زادهٔ ۲۷ ژانویهٔ ۱۹۸۸) بازیکن فوتبال اهل ایتالیا است.
از باشگاه‌هایی که در آن بازی کرده‌است می‌توان به باشگاه فوتبال دلفینو پسکارا، باشگاه فوتبال یو. اس. پرگولیتزه، و باشگاه فوتبال کیاسو اشاره کرد.
وی همچنین در تیم ملی فوتبال زیر ۱۸ سال ایتالیا بازی کرده‌است.